# Région de Gendarmerie du Centre-Val de Loire
La Région de Gendarmerie du Centre-Val de Loire (RGCVL) est une entité militaire responsable de l'ensemble des unités de la Gendarmerie départementale basée dans la région administrative de Centre-Val de Loire.
Elle est composée de six groupements de Gendarmerie départementale (GGD) et de deux sections de recherches (SR).

## Histoire

### Circonscription régionale de Gendarmerie du Centre (1967-1991)
En 1967, la France métropolitaine est organisée en 7 régions militaires. Chaque région militaire comporte un commandement régional de gendarmerie nationale (CRGN) subordonné de plusieurs commandements de circonscription régionale de gendarmerie (CCRG), correspondant aux régions administratives qui le composent. La totalité des formations de la Gendarmerie départementale et mobile, stationnées sur le territoire de chaque région administrative, est placée sous l'autorité d'un CCRG. Ainsi, la Circonscription Régionale de Gendarmerie du Centre est créée et subordonnée au 1er CRGN de Paris. Elle est composée de six groupements de gendarmerie départementale (GGD), correspondant aux différents départements qui composent la région Centre, et du 4e Groupement de gendarmerie mobile (GGM).
En 1979, les Circonscriptions régionales prennent l'appellation de Légion de gendarmerie (LG).

### Légion de Gendarmerie Départementale du Centre (1991-2005)
Le 1er septembre 1991, la Gendarmerie est réorganisée en 9 circonscriptions, correspondant aux 9 régions militaires. Sur l'ensemble du territoire national, les légions de gendarmerie départementale (LGD) et mobile (LGM) sont créées. Ainsi, les commandements des unités de gendarmerie départementale et mobile deviennent distincts au sein des régions administratives. La LG Centre prend l'appellation de LGD du Centre, tandis que les escadrons du 4e GGM sont transférés au sein des groupements I/4 et II/4 de Gendarmerie mobile, nouvellement créés et subordonnés à la 4e LGM. La LGD Centre et la 4e LGM sont alors subordonnées à la circonscription de Gendarmerie d'Orléans de la région de Gendarmerie Atlantique à Bordeaux.
En 2000, la région de Gendarmerie de l'Atlantique est dissoute et les régions militaires d'Orléans et de Dijon sont supprimées, modifiant le nombre total de circonscriptions de gendarmerie de 9 à 7. Enfin, les circonscriptions de gendarmerie prennent l'appellation de région de gendarmerie. Ainsi, la LGD Centre est subordonnée à la région de gendarmerie Ouest de Rennes.

### Région de Gendarmerie du Centre (depuis 2005)
En 2005, les légions de gendarmerie départementale prennent l'appellation de régions de gendarmerie et sont alors directement subordonnées à la direction générale de la Gendarmerie nationale.
En 2015, la région administrative Centre prend l'appellation de région Centre-Val de Loire. Par juxtaposition, la région de Gendarmerie est également renommée de la même manière.

## Organisation
En 2022, les formations principales sont deux sections de recherche (SR) et les six groupements de gendarmerie départementale (GGD) correspondant aux six départements composant la région Centre-Val de Loire.
Chaque groupement a autorité sur plusieurs compagnies de Gendarmerie départementale (CGD), un escadron départemental de sécurité routière (EDSR) et une maison de protection des familles (MPF). En raison de leurs géographies ou la présence de certains établissements sensibles, certains groupements peuvent se voir subordonner d'autres unités spécialisées. Ainsi, la RGCVL compte une brigade fluviale (BFG), stationnée entre la Loire et le Cher, et quatre pelotons spécialisés de protection (PSPG), chargés de la sécurité des centrales nucléaires présentes sur le territoire.
- Région de Gendarmerie du Centre-Val de Loire (RGCVL)
  - Groupement de Gendarmerie départementale du Cher (GGD 18)[5]
    - Compagnie de Gendarmerie départementale de Bourges
    - Compagnie de Gendarmerie départementale de Saint-Amand-Montrond
    - Compagnie de Gendarmerie départementale de Vierzon
    - Escadron Départemental et de Sécurité Routière du Cher (EDSR 18)
    - Maison de Protection des Familles du Cher (MPF 18)
    - Peloton spécialisé de protection de la Gendarmerie de Belleville

  - Groupement de Gendarmerie départementale d'Eure-et-Loir (GGD 28)[6]
    - Compagnie de Gendarmerie départementale de Châteaudun
    - Compagnie de Gendarmerie départementale de Dreux
    - Compagnie de Gendarmerie départementale de Lucé
    - Compagnie de Gendarmerie départementale de Nogent-le-Rotrou
    - Escadron Départemental et de Sécurité Routière d'Eure-et-Loir (EDSR 28)
    - Maison de Protection des Familles d'Eure-et-Loir (MPF 28)

  - Groupement de Gendarmerie départementale de l'Indre (GGD 36)[7]
    - Compagnie de Gendarmerie départementale de La Châtre
    - Compagnie de Gendarmerie départementale de Le Blanc (Indre)
    - Compagnie de Gendarmerie départementale de Issoudun
    - Escadron Départemental et de Sécurité Routière de l'Indre (EDSR 36)
    - Maison de Protection des Familles de l'Indre (MPF 36)

  - Groupement de Gendarmerie départementale d'Indre-et-Loire (GGD 37)[8]
    - Brigade Fluviale Gendarmerie de Saint-Pierre-des-Corps
    - Compagnie de Gendarmerie départementale de Amboise
    - Compagnie de Gendarmerie départementale de Chinon
    - Compagnie de Gendarmerie départementale de Loches
    - Compagnie de Gendarmerie départementale de Tours
    - Escadron Départemental et de Sécurité Routière d'Indre-et-Loire (EDSR 37)
    - Maison de Protection des Familles d'Indre-et-Loire (MPF 37)
    - Peloton spécialisé de protection de la Gendarmerie de Chinon

  - Groupement de Gendarmerie départementale de Loir-et-Cher (GGD 41)[9]
    - Compagnie de Gendarmerie départementale de Blois
    - Compagnie de Gendarmerie départementale de Romorantin-Lanthenay
    - Compagnie de Gendarmerie départementale de Vendôme
    - Escadron Départemental et de Sécurité Routière de Loir-et-Cher (EDSR 41)
    - Maison de Protection des Familles de Loir-et-Cher (MPF 41)
    - Peloton spécialisé de protection de la Gendarmerie de Saint-Laurent

  - Groupement de Gendarmerie départementale du Loiret (GGD 45)[10]
    - Compagnie de Gendarmerie départementale de Gien
    - Compagnie de Gendarmerie départementale de Montargis
    - Compagnie de Gendarmerie départementale d'Orléans
    - Compagnie de Gendarmerie départementale de Pithiviers
    - Escadron Départemental et de Sécurité Routière du Loiret (EDSR 45)
    - Maison de Protection des Familles du Loiret (MPF 45)
    - Peloton spécialisé de protection de la Gendarmerie de Dampierre-en-Burly

  - Section de recherches de Bourges
  - Section de recherches d'Orléans

## Écusson
L'écusson de l'unité combine les armoiries des provinces du Berry, de l'Orléanais et de la Touraine.

Armoiries du Berry
Armoiries de la Touraine
Armoiries de l'Orléanais

## Commandants
- Colonel Simon-Pierre Baradel :  1er juin 2010 au 31 juillet 2013
- Colonel Michel Pidoux : 1er août 2013 au 31 juillet 2016
- Colonel Pascal Ségura [11](Général de brigade au 1er décembre 2016[12]): du 1er août 2016  au 31 juillet 2019
- Général de division Frédéric Aubanel [13]: du 1er août 2019 au 31 juillet 2021
- Général de division Christophe Herrmann[14],[15] : du 1er août 2021 au 31 juillet 2023 ;
- Général de division Philippe Ott : depuis le 1er août 2023[2] au 30 juin 2025
  - Général de division Samual Machac depuis le 1er juillet 2025

## Appellations
- Circonscription Régionale de Gendarmerie Centre : 1967 - 1979
- Légion de Gendarmerie du Centre : 1979 - 1991
- Légion de Gendarmerie Départementale du Centre : 1991 - 2005
- Région de Gendarmerie du Centre : 2005 - 2015
- Région de Gendarmerie du Centre-Val de Loire : depuis 2015